# Mario Puzo
Mario Gianluigi Puzo (ur. 15 października 1920 w Nowym Jorku, zm. 2 lipca 1999 w Long Island) – amerykański pisarz, dziennikarz i scenarzysta filmowy pochodzenia włoskiego. Jest znany przede wszystkim ze swoich książek opisujących sycylijską mafię. Najsłynniejsza z nich, Ojciec chrzestny, opublikowana w 1969 roku, stała się tematem scenariusza filmu pod tym samym tytułem, nakręconego w 1972 roku przez Francisa Forda Coppolę, z Marlonem Brando i Alem Pacino w rolach głównych. Film zdobył trzy Oscary: za najlepszy film, najlepszy scenariusz oraz dla najlepszego aktora pierwszoplanowego. Książka została sprzedana w nakładzie dwudziestu pięciu milionów egzemplarzy i przetłumaczona na kilkadziesiąt języków.

## Życiorys
Mario Puzo urodził się w rodzinie włoskich imigrantów w nowojorskiej dzielnicy Hell’s Kitchen. Jego ojciec był zawiadowcą kolei. Przyszły pisarz mieszkał z sześciorgiem rodzeństwa przy stacji kolejowej. Podczas II wojny światowej Puzo służył w Siłach Powietrznych Armii Stanów Zjednoczonych. Po zakończeniu wojny pracował w Niemczech jako cywilny publicysta prasowy dla Sił Powietrznych.
W 1946 poślubił Erikę Linę Broske i miał z nią pięcioro dzieci: Anthony’ego, Josepha, Dorothy Ann, Virginię i Eugene. Pierwszą książkę pt. Mroczna arena wydał w 1955, kiedy miał 35 lat.
Od 1963 pracował jako niezależny dziennikarz i pisarz. Pisał do magazynów dla panów, publikował recenzje książek, opowiadania i artykuły w: „Redbook”, „Holiday”, „Book World”, a także „New York Times”. W 1965 ukazała się Dziesiąta Aleja. Żadna z tych dwóch książek nie przyniosła mu zysków finansowych, jednakże obie z nich otrzymały dobre recenzje krytyków.
Po kosztownym leczeniu szpitalnym pęcherzyka żółciowego Puzo zdecydował się napisać książkę, która odniesie poważny sukces kasowy. Podczas pracy jako reporter słyszał wiele anegdot i opowiastek na temat mafii i zaczął zbierać materiały o Cosa Nostrze ze wschodniej części wybrzeża. Efektem tych starań był tom Ojciec chrzestny.
Zmarł 2 lipca 1999 w Bay Shore w Long Island.

## Wydane powieści
- Mroczna arena (The Dark Arena) – 1955
- Dziesiąta Aleja/Mamma Lucia (The Fortunate Pilgrim) – 1965
- The Runaway Summer of Davie Shaw – 1966
- Sześć grobów do Monachium (Six Graves to Munich) – 1967 (pod pseudonimem Mario Cleri)
- Ojciec chrzestny (The Godfather) – 1969
- Głupcy umierają (Fools Die) – 1978
- Sycylijczyk (The Sicilian) – 1984
- Czwarty K (The Fourth K) – 1990
- Ostatni don (The Last Don) – 1996
- Omerta – 2000
- Rodzina Borgiów (The Family) – dokończona już po śmierci przez towarzyszkę życia Carol Gino, 2001

## Filmografia
- Ojciec chrzestny – 1972
- Trzęsienie ziemi – 1974
- Ojciec chrzestny II – 1974
- Superman – 1978
- Superman II – 1980
- Cotton Club – 1984
- Sycylijczyk – 1987
- Mamma Lucia – 1988
- Ojciec chrzestny III – 1990
- Kolumb Odkrywca – 1992
- Ostatni don – 1997